# 마음만은 피아니스트
마음만은 피아니스트, 줄여서 마피아는 대한민국의 피아노 커뮤니티이다. 회원끼리 악보를 공유하거나 판매할 수 있고, 피아노에 대한 글이나 영상을 게시할 수 있다. 한국 피아노 음악의 발전을 꾀하기 위하여, 최소한의 운영 수수료를 제외한 모든 수익이 작곡가에게 돌아간다. 악보의 1차 저작권은 게시자에게 귀속된다. 주식회사 마피아컴퍼니가 운영한다. 상표에서 알 수 있다시피 마피아를 본땄는데, 이에 맞춰서 사이트 운영진은 '경찰', 개발진은 '의사'로 불린다. 방탄소년단, 블랙핑크, 아이유, 볼빨간사춘기의 공식 계정이 있다.

## 게시판

### 악보 게시판
악보 게시판은 회원들이 악보를 올려 판매하거나 구매할 수 있는 게시판이다. 악보는 무료로 획득할 수 있는 포인트 또는 마피아 캐시(현금)로 구매할 수 있다. 포인트는 악보 게시, 커뮤니티 활동 등으로 얻을 수 있으며 캐시로 구매할 수 없다. 무료 악보는 100포인트 또는 100캐시로 내려받을 수 있고, 유료 악보는 오로지 캐시로만 구매할 수 있다.  마피아 회원들을 법적 분쟁으로부터 보호하기 위하여, 포인트로 악보를 구매할 경우 마피아컴퍼니가 작곡자에게 저작권료를 대신 지불한다. 무료로 판매할 악보는 언제든지 올릴 수 있는 반면 유료로 판매할 때는 간단한 절차를 거쳐야 하는데, 2017년 9월부터 유료 악보를 판매하려면 마피아컴퍼니와 따로 계약을 맺어야 했던 종전의 방식에서, 당장 게시할 수 있는 양질의 악보 3개와 각각의 연주 영상만 제출하면 누구나 악보를 판매할 수 있는 '판매 신청제'로 전환되었다. 불법 공유를 막기 위하여 유료 악보는 파일로 내려받을 수 없고, 열람과 인쇄만 가능하다.

#### 포인트 쌓는 법[4]
- 출석확인 +50
- 악보 게시 +50
- 영상 게시 +20
- 영상게시판 댓글 작성 +15
- 커뮤니티에서 자기가 쓴 글이 '좋아요' 받기(잡담 게시판 제외) +10
- 커뮤니티 댓글 작성(잡담, 자기소개 게시판 제외) +10
- 악보게시판 댓글 작성 +5
- 가위바위보
- 2048

#### 포인트 잃는 법[4]
- 무료악보 구매 -100
- 부적절한 글, 댓글 게시

#### 레벨 제도[4]
바로 직전 달의 활동량에 따라 계급이 결정되고, 매달 갱신된다. 마피아 레벨은 항상 닉네임 옆에 표시되며 레벨에 따라 색상과 아이콘이 변화한다.
1. 보스 : 포인트 순위 1~10위, 총 10명
2. 언더보스 : 포인트 순위 11위 ~100위, 총 90명
3. 카포 : 포인트 순위 101위 ~ 1000위, 총 900명
4. 솔저 : 포인트 순위 1001위 ~ 3000위, 총 2000명
5. 어소시에이트 : 활동 유저 중 상위 30%
6. 비기너 : 그 외

특별 계급도 있다.
- 배틀우승: 배틀 우승자. 마피아배 배틀이 참가상만 주는 것으로 바뀌면서 사라졌다.
- 노블레스: 여섯 달 동안 모든 악보를 제 돈으로 구매한 사람.
- 크라운: 노블레스이면서 보스이거나 언더보스인 사람.

### 영상 게시판[6]
영상 게시판은 피아노 연주 또는 반주가 들어간 영상을 올리는 게시판이다. 영상을 직접 게시할 수는 없고, 오로지 유튜브 링크로만 올릴 수 있다.

### 커뮤니티
커뮤니티는 피아노 토크, 잡담, 악보 신청, 피아노 인증, 코인레벨 인증, 디지털피아노, 자기소개 게시판으로 나뉜다.

#### 코인레벨
코인레벨은 가온 도 건반을 끝까지 내리려면 100원짜리 동전을 얼마나 쌓아야 하는지 측정하여 건반의 무게감을 어림하는 객관적 척도로서, 마피아에서 독자적으로 고안하였다.

## 최저가몰
어쿠스틱피아노와 디지털 피아노를 비롯하여 피아노 관련 모든 제품을 온라인 최저가로 공급하는 최저가몰(구 마피아 스토어)이 2018년 1월 서비스를 시작하였다.
하지만 2020년에 서비스를 종료하였고, 대신 "레슨" 탭이 생겼다. 

## 마피아배 피아노 배틀
마피아에서는 주기적으로 피아노 연주 대회가 개최된다. 매 회차마다 특정 주제(영화 주제가, 자작곡, 60초 시간 제한)가 정해지며, 이 주제에 맞추어 피아노를 연주한 영상을 영상 게시판에 올려서 참가할 수 있다. 초기에는 조회수, 댓글 수, '댓글 분위기'를 종합하여 순위를 매겼고, 공정성 논란이 일자 영상의 좋아요 수로 우승자를 가렸다. 그때는 수상자 특전으로 명예, 간지, 회사를 선택할 수 있는 치킨 상품권, 마피아 캐시가 주어졌다. 축제라는 본래 취지가 퇴색되고 좋아요 수 조작이 판치는 경쟁 구도로 대회가 변질되자 운영진은 33회 피아노 배틀 <지브리 배틀>부터 순위제를 폐지하고, 참가자 모두에게 포인트를 지급하기로 결정하였다.

## 주요 작곡가
작성 순서는 무작위이다.
- -QBIC-
- 제이엠(JayM)
- 하은지
- 심재윤
- 벨라 앤루카스
- 피아노인유
- 김광연
- 레이나 Reynah
- Tido Kang
- 피아니캐스트